# Stasimopus gigas
Espèce
Stasimopus gigas est une espèce d'araignées mygalomorphes de la famille des Stasimopidae.

## Distribution
Cette espèce est endémique de l'État-Libre en Afrique du Sud,. Elle se rencontre vers Ngwathe.

## Description
La carapace du mâle holotype mesure 11,2 mm de long sur 10 mm.
La femelle décrite par Hewitt en 1915 mesure 36 mm.

## Publication originale
- Hewitt, 1915 : New South African Arachnida. Annals of the Natal Museum, vol. 3, p. 289-327 (texte intégral).